# Grzegorz Olszowski

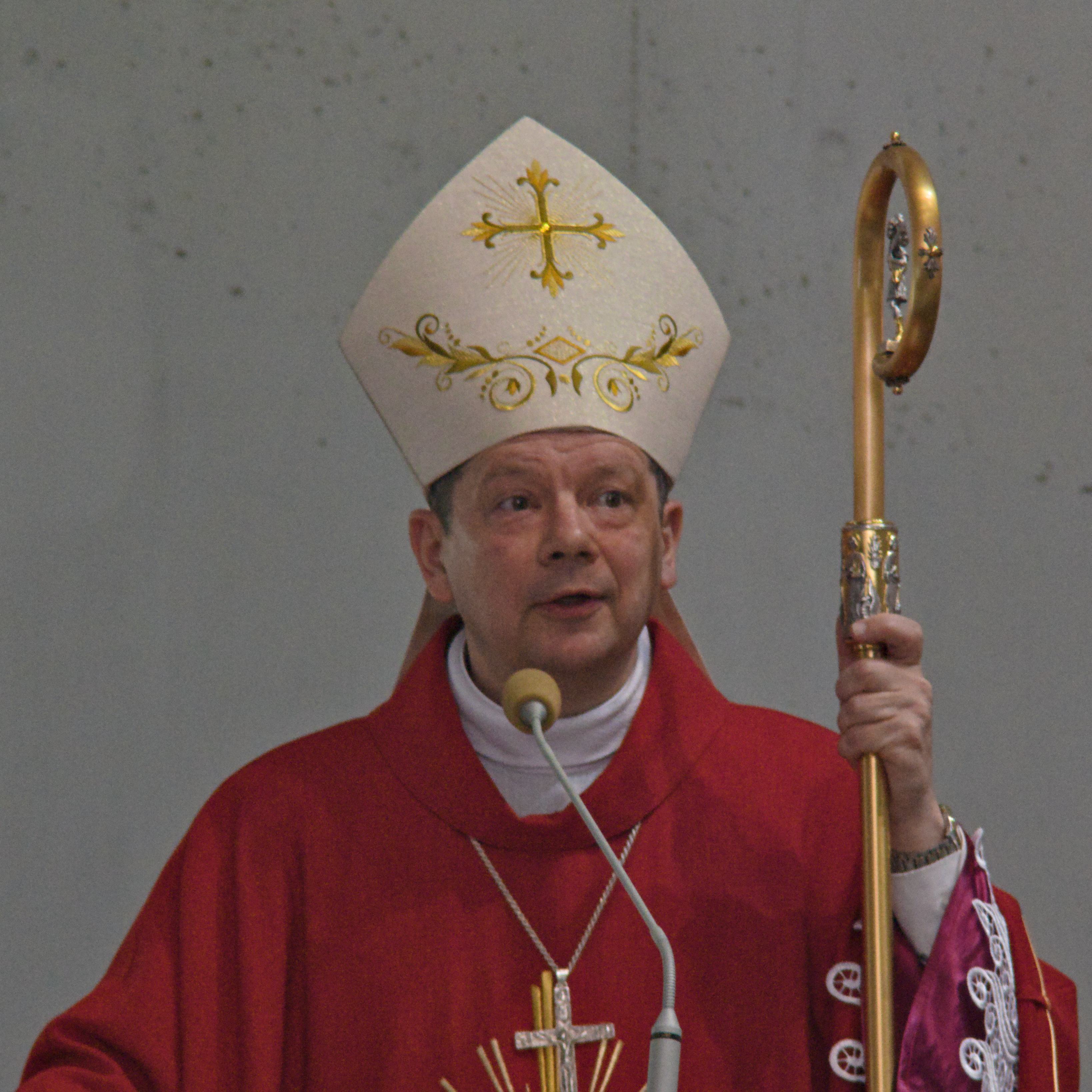
Grzegorz Olszowski (2019)

Bischofswappen von Grzegorz Olszowski

Grzegorz Olszowski (* 15. Februar 1967 in Mikołów) ist ein polnischer römisch-katholischer Geistlicher und Weihbischof in Kattowitz.

## Leben
Grzegorz Olszowski wurde als Sohn eines Maschinenbauingenieurs und einer Zeichnerin in Mikołów geboren und erlangte 1987 das Abitur. Danach nahm er zunächst ein Studium an der Fakultät für Bergbautechnik der Schlesischen Technischen Universität in Gliwice auf. Ab 1989 studierte er jedoch Philosophie und Katholische Theologie am Priesterseminar in Kattowitz. 1995 erwarb er mit der dogmatischen Arbeit Wyznanie grzechów koniecznym warunkiem sakramentu pojednania w praktyce i nauce Kościoła („Das Sündenbekenntnis als notwendige Bedingung für das Sakrament der Versöhnung in Praxis und Lehre der Kirche“) einen Magister Theologiae. Er empfing am 13. Mai 1995 in der Christkönigskathedrale in Kattowitz durch den Erzbischof von Kattowitz, Damian Zimoń, das Sakrament der Priesterweihe.
Olszowski war nach der Priesterweihe zunächst als Pfarrvikar der Pfarrei St. Hedwig in Rybnik sowie als regionaler Moderator der Bewegung Licht-Leben, als Verantwortlicher für die Liturgie im Dekanat und als Lehrer am Powstańców-Śląskich-Gymnasium in Rybnik tätig, bevor er 1999 persönlicher Sekretär des Erzbischofs von Kattowitz, Damian Zimoń, und Notar der Diözesankurie wurde. Daneben erwarb er 1998 an der Theologischen Fakultät der Akademie für Katholische Theologie in Warschau ein Lizenziat und wurde 2007 an der Schlesischen Universität in Kattowitz bei Jerzy Myszor mit der Arbeit Organizacja i główne kierunki działania Referatu (Wydziału) Duszpasterskiego Kurii Diecezjalnej w Katowicach w latach 1939–1985 („Organisation und Hauptaktivitäten des Pastoralbüros (Abteilung) der Diözesankurie in Kattowitz in den Jahren 1939–1985“) zum Doktor der Theologie im Fach Pastoraltheologie promoviert. Von 2007 bis 2012 war Olszowski Kanzler der Kurie. Anschließend fungierte er als Moderator der Kurie und als Generalvikar des Erzbistums Kattowitz. In dieser Funktion gehörte er der Hauptkommission der zweiten Diözesansynode des Erzbistums Kattowitz an. Am 30. Januar 2010 verlieh ihm Papst Benedikt XVI. den Ehrentitel Päpstlicher Ehrenkaplan. Ab 2014 wirkte Olszowski als Pfarrer der Pfarrei St. Antonius in Rybnik und ab dem 1. Januar 2018 zusätzlich als Dechant des gleichnamigen Dekanats. Darüber hinaus gehörte er ab 2007 dem Diözesanpastoralrat, dem Priesterrat und dem Konsultorenkollegium des Erzbistums Kattowitz an.
Am 13. Juni 2018 ernannte ihn Papst Franziskus zum Titularbischof von Rhoga und zum Weihbischof in Kattowitz. Der Erzbischof von Kattowitz, Wiktor Skworc, spendete ihm am 12. September desselben Jahres in der Christkönigskathedrale in Kattowitz die Bischofsweihe; Mitkonsekratoren waren der emeritierte Erzbischof von Kattowitz, Damian Zimoń, und der Apostolische Nuntius in Polen, Erzbischof Salvatore Pennacchio. Sein Wahlspruch Ku chwale Boga Ojca („Zur Ehre Gottes, des Vaters“) stammt aus dem Philipperhymnus (Phil 2,11 ). Als Weihbischof ist Olszowski erneut Generalvikar des Erzbistums Kattowitz. Ferner ist er verantwortlich für die Missionsarbeit im Erzbistum. Darüber hinaus ist er weiterhin Mitglied des Diözesanpastoralrats, des Priesterrats und des Konsultorenkollegiums.

## Wappen
Das Wappen von Grzegorz Olszowski zeigt ein M, das für die Gottesmutter Maria steht. Das Ruder und der Krummstab sind die Attribute des heiligen Adalbert, des Schutzpatrons der Heimatgemeinde Olszowskis. Die Lilie und das Brot stehen für den heiligen Antonius von Padua, der der Patron der Pfarrei ist, in der Olszowski zuletzt vor seiner Bischofsweihe wirkte. Ferner stellen der Heilige Geist und das Buch Symbole für den heiligen Gregor den Großen, den Namenspatron Olszowskis, dar.

## Schriften
- Organizacja i główne kierunki działania Referatu (Wydziału) Duszpasterskiego Kurii Diecezjalnej w Katowicach w latach 1939–1985. Schlesische Universität, Kattowitz 2007, OCLC 1111754257.
- W sluzbie duszpasterstwu: referat duszpasterski Kurii Diecezjalnej w Katowicach w latach 1939–1985. Wyd. Teologiczny Uniw., Kattowitz 2008, ISBN 978-83-7030-650-2.
- Działalność duszpastersko-liturgiczna Księdza Arcybiskupa Damiana Zimonia. In: Andrzej Żądło (Hrsg.): Praedicamus Christum Crucifixum: Słowo Boże w liturgii Kościoła. Księga Jubileuszowa dedykowana Księdzu Arcybiskupowi Damianowi Zimoniowi Metropolicie Katowickiemu w 25. rocznicę święceń biskupich. Księgarnia św. Jacka, Kattowitz 2010, OCLC 1413923397, S. 96–104.
- Ks. August Hlond – program duszpasterski dla nowej diecezji. In: Jerzy Myszor (Hrsg.): Biskup August Hlond i jego diecezja. Księgarnia św. Jacka, Kattowitz 2013, OCLC 1369086378, S. 37–47.
- Formacja stała duchowieństwa diecezji katowickiej w latach 1922–1985. In: Damian Bednarski, Adam Dziurok, Jerzy Myszor (Hrsg.): Studia z historii Kościoła Katolickiego w XIX i XX wieku: księga jubileuszowa dedykowana Księdzu Profesorowi Jerzemu Myszorowi. Fundacja Centrum Badań nad Historią Kościoła im. ks. prof. Wincentego Myszora Księgarnia św. Jacka, Kattowitz 2020, OCLC 1242186156, S. 219–240.